# Sinaloa de Leyva
Sinaloa de Leyva est le siège de la municipalité de Sinaloa, dans l'État mexicain de Sinaloa, sur les rives de la rivière Sinaloa, également appelée Petatlán. L'ancien nom de cette population était Villa de San Felipe et Santiago de Sinaloa, puis il a été officiellement remplacé par Sinaloa de Leyva en l'honneur de Gabriel Leyva Solano, martyr de la révolution mexicaine, père de Gabriel Leyva Velázquez, gouverneur de l'État.
La ville a été fondée le 30 avril 1583 sous le nom de Villa de San Phelipe et Santiago de Sinaloa par Don Pedro de Montoya. En 1585, la deuxième fondation de la ville a été donnée par Antonio Ruiz, Juan Martinez del Castillo, Bartolomé de Montoya, Tomás de Soberanes et Juan Caballero.
En 1591, les missionnaires jésuites Gonzalo de Tapia et Martín Pérez arrivèrent.
En 1635, les jésuites ont construit la première église de la ville. On a annexé l'école jésuite, qui était un centre religieux et culturel régional.
C'est à Sinaloa de Leyva que le premier club national anti-réélectionniste du Mexique a été installé et que le premier martyr de la révolution mexicaine, Gabriel Leyva Solano, a été tué, le 13 juin 1910.
Sinaloa de Leyva est située à 42 km à l'est de Guasave et possède un intéressant patrimoine architectural colonial. À travers ses rues pavées, on peut admirer des bâtiments du XIXe siècle, qui présentent des styles variés allant du néoclassique à l'éclectisme de la région pendant le Porfiriato. À environ 48 km se trouve le barrage de Bacurato, également connu sous le nom de barrage Lic. Gustavo Díaz Ordaz, où l'on peut capturer black bass et tilapia. Les villes d’Agua Caliente de Cota, d’Agua Caliente de Barley et de Las Pilas ont accès aux eaux minérales médicinales. San José, un important centre minier, est situé à environ 78 km de la ville de Sinaloa de Leyva.

## Source
- (es) Cet article est partiellement ou en totalité issu de l’article de Wikipédia en espagnol intitulé « Sinaloa de Leyva » (voir la liste des auteurs).